# State Farm Classic
Le State Farm Classic est un tournoi de golf féminin du LPGA Tour. Cette épreuve est créée en 1976 sous le nom de Jerry Lewis Muscular Dystrophy Golf Classic et se joue à Springfield (Illinois) aux (États-Unis) fin août - début septembre. Le tournoi se tient depuis l'origine au Rail Golf Course. Il se dispute en 2007 au Panther Creek Country Club.
En 1976 et de 1981 à 2000, le tournoi se dispute sur 54 trous. De 1977 à 1980 et de 2001 à 2006, le tournoi se dispute sur 72 trous. L'édition de 2003 se joua sur 54 trous en raison de la pluie.

## Palmarès
| Jerry Lewis Muscular Dystrophy Golf Classic - 1976 : Sandra Palmer États-Unis - 1977 : Hollis Stacy États-Unis Rail Charity Golf Classic - 1978 : Pat Bradley États-Unis - 1979 : Jo Ann Washam États-Unis - 1980 : Nancy Lopez États-Unis - 1981 : JoAnne Carner États-Unis - 1982 : JoAnne Carner États-Unis - 1983 : Laurie Merten États-Unis - 1984 : Cindy Hill États-Unis - 1985 : Betsy King États-Unis - 1986 : Betsy King États-Unis - 1987 : Rosie Jones États-Unis - 1988 : Betsy King États-Unis - 1989 : Beth Daniel États-Unis - 1990 : Beth Daniel États-Unis - 1991 : Pat Bradley États-Unis - 1992 : Nancy Lopez États-Unis |  | State Farm Rail Classic - 1993 : Helen Dobson Angleterre - 1994 : Barb Mucha États-Unis - 1995 : Mary Beth Zimmerman États-Unis - 1996 : Michelle McGann États-Unis - 1997 : Cindy Figg-Currier États-Unis - 1998 : Pearl Sinn Corée du Sud - 1999 : Mi Hyun Kim Corée du Sud State Farm Classic - 2000 : Laure Kean États-Unis - 2001 : Kate Golden États-Unis - 2002 : Patricia Meunier-Lebouc France - 2003 : Candie Kung Taïwan - 2004 : Cristie Kerr États-Unis - 2005 : Pat Hurst États-Unis - 2006 : Annika Sörenstam Suède - 2007 : Sherri Steinhauer États-Unis - 2008 : Ji Young Oh |